# Іраністика

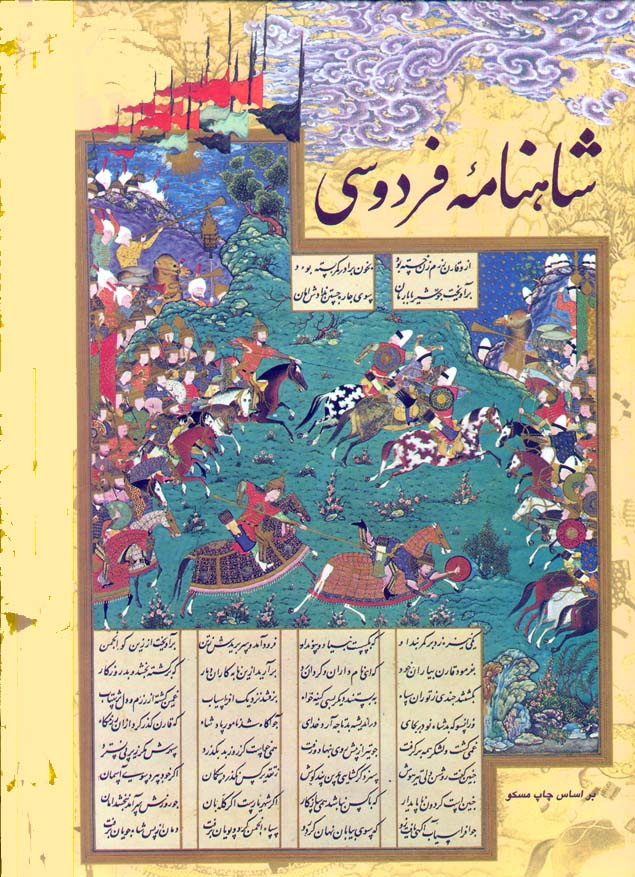
«Шах-наме» Фірдоусі

Іраністика (перс. ايران‌شناسی / Īrānšenāsī) — міждисциплінарна регіонознавча наука, що входить до складу сходознавства, і сконцентрована на комплексному вивченні історії, культури та мови іранських народів. За регіонами іраністику в багатьох країнах ділять на осетинознавство, курдознавство, афганістику, таджикознавство (в тому числі памірознавство) і власне іраністику. Всі ці регіональні гілки у вищих навчальних закладах вивчаються у складі самої іраністики.

## Історія та сучасний стан
У Європі історія вивчення перської мови починається з XV століття, коли в університетах Австрії (Відня) було введено вивчення східних мов, у тому числі перської. За деякими даними, виникнення іраністики відносять до XVIII століття. Але інтенсивне вивчення й ознайомлення європейців з перською культурою, каліграфією, мініатюрою і східним книжковим мистецтвом відбувалися в роки правління тюркської династії Сефевідів, які правили Іраном у 1501—1736 роках, про що свідчать матеріали, зібрані Адамом Олеаріусом під час особистої аудієнції шаха Ісмаїла І (1629—1642 рр.), який прийняв його як офіційного гостя. Після повернення на батьківщину Олеаріус написав і в 1634 році опублікував книгу «Подорожі в Московію і Персію».
Одним з етапів оформлення іраністики як особливої галузі мовознавства були роботи з дешифрування давньоіранських (авестійських і давньоперсидських) написів.
У XX столітті були знайдені нові джерела, написані раніше невідомими іранськими мовами «середнього періоду» — соґдійською, хорезмійською, сакською та ін. Радянський іраніст В. І. Абаєв шляхом аналізу скіфських власних назв встановив деякі риси фонології і ряд лексичних одиниць скіфської мови.
У XX столітті велася також активна робота з вивчення живих іранських мов та їх діалектів, в СРСР особливо активно з таджицької, ягнобської, осетинської, талиської, татської і низки інших.

### На пострадянському просторі
Іраністика і дотепер на пострадянському просторі є однією із найважливіших і головних дисциплін сходознавства. Найбільші центри вивчення іраністики в країнах пострадянського простору насамперед розташовані в Росії. Великі центри вивчення і навчання іраністики також розташовані в Таджикистані, Узбекистані та Україні.

### В Європі
Одним із засновників та популяризаторів іраністики в Європі є французький сходознавець Абрахам Гіацинт Анкетіль-Дюперрон. Європейський континент є одним з найстаріших і найбільших центрів вивчення іраністики.
У Великій Британії найбільшими центрами іраністики є Кембриджський університет, Оксфордський університет, Даремский університет, університет Сент-Ендрюса, Лондонський університет. У Франції найбільшими центрами іраністики є Університет Париж III і Національний центр наукових досліджень. У Німеччині такими є Вільний університет Берліна, Геттінгенський університет, університет Фрайбурга, в Іспанії — Саламанський університет.